# Templo de las Cinco Pagodas (Hohhot)

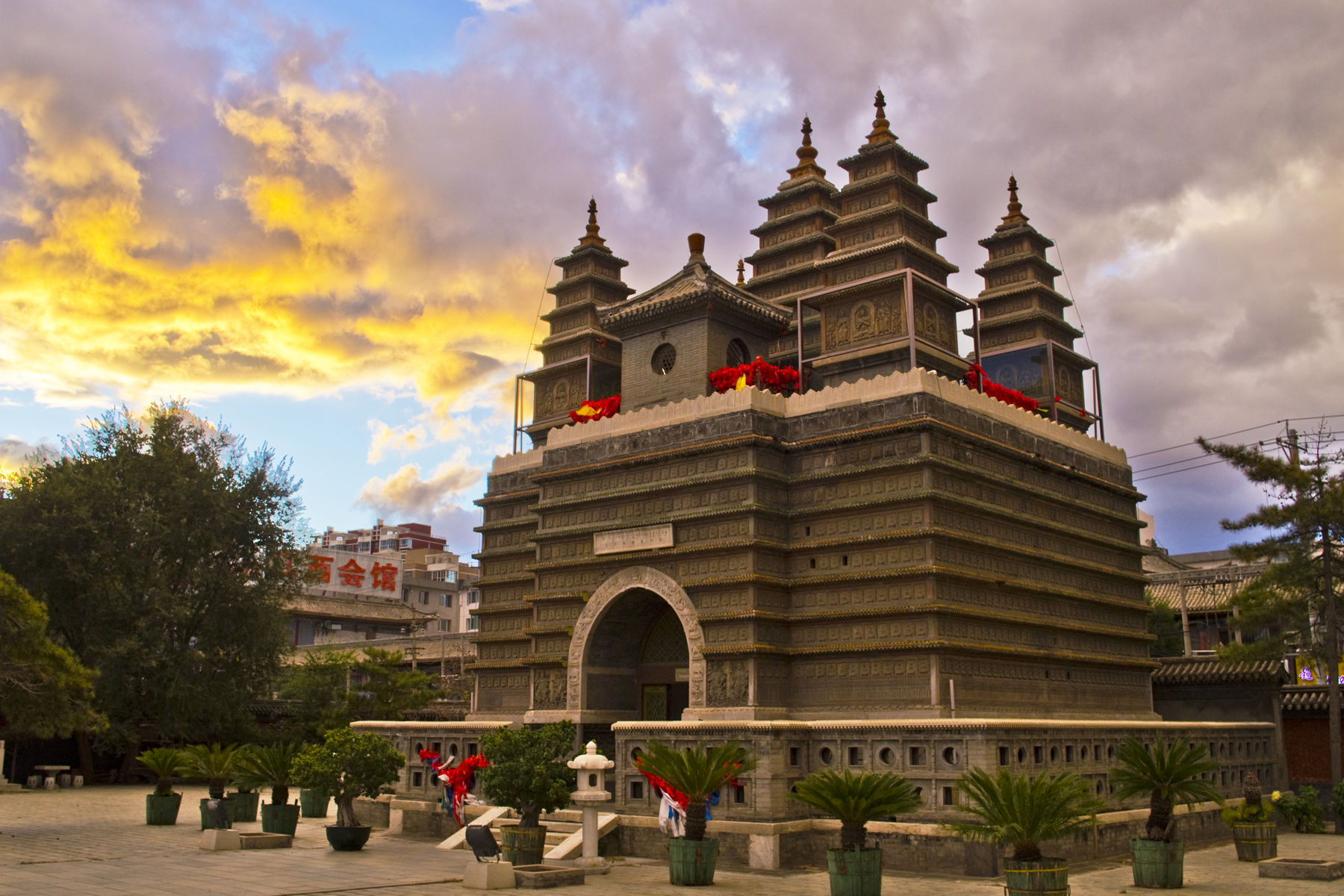
Templo de las Cinco Pagodas en Hohhot.

El Templo de las Cinco Pagodas, también conocida como la «Preciosa Pagoda de las Reliquias Budistas del Trono de Diamante» es un templo budista en la ciudad de Hohhot, en la Mongolia Interior, en el noroeste de China. Se encuentra en la parte antigua de la ciudad en las proximidades del Parque Qingcheng.
La construcción del templo comenzó en 1727 y se terminó en 1732. Las distintivas cinco pagodas decoran un templo que contiene 1563 imágenes de Buda talladas en sus paredes, cada una ligeramente diferente a las otras. En el interior se encuentra un raro mapa cosmológico de Mongolia tallada en una piedra grande que ilustra el zodiaco y las posiciones de numerosas estrellas.